# گورودنیا
گورودنیا (به لاتین: Gurudeniya) یک منطقهٔ مسکونی در سری‌لانکا است که در استان مرکزی (سری‌لانکا) واقع شده است.